# Плужненська сільська територіальна громада
Плужненська сільська територіальна громада — територіальна громада в Україні, в Шепетівському районі (до 19 липня 2020 року Ізяславський район) Хмельницької області. Адміністративний центр — село Плужне.

## Історія
Утворена 11 лютого 2019 року шляхом об'єднання М'якотівської, Плужненської та Шекеринецької сільських рад Ізяславського району.
До складу громади увійшли 12 сіл:
- Плужненської сільської ради: Плужне, Гаврилівка, Хотень Другий, Хотень Перший;
- М'якотівської сільської ради: М'якоти, Велика Радогощ, Добрин, Закриничне, Мала Радогощ;
- Шекеринецької сільської ради: Шекеринці, Нова Гутиська, Стара Гутиська.

Площа територіальної громади тоді склала 176,65 км², а чисельність населення 5080 осіб (2019).
Перші вибори депутатів сільської об'єднаної територіальної громади і відповідно її голови відбулися 30 червня 2019 року.
Після ліквідації 19 липня 2020 року Ізяславського району, громада була віднесена до Шепетівського району, а до її складу були приєднані ще 11 сіл:
- Борисівської сільської ради: Борисів та Сторониче;
- Дертківської сільської ради: Дертка, Лісна, Михайлівка, Новосілка та Сивір;
- Кунівської сільської ради: Кунів, Антонівка, Долоччя та Кам'янка.

## Географія
Після остаточної реорганізації площа територіальної громади склала 356,1 км², а чисельність населення 7337 осіб (2020).
Територіальна громада розташована на північному заході колишнього Ізяславського району, і на заході нового Шепетівського району. Вона межує: на півдні з Білогірською, на сході та північному сході Ізяславською, на півночі з Нетішинською громадами Шепетівського району Хмельницької області. На північному заході та заході громада межує з Острозькою громадою Рівненського району Рівненської області.

## Символіка
Затверджена 30 липня 2013р. рішенням сесії сільської ради.

### Герб
У щиті, перетятому опукло-хвилясто лазуровим і зеленим, золотий Архистратиг Михаїл, супроводжуваний знизу золотим плугом, оберненим вліво.

### Прапор
Прямокутне полотнище із співвідношенням сторін 2:3 розділене від древка висхідною діагональною лінією шириною в 1/12 висоти прапора, шахово поділеною білими і червоними прямокутниками, на верхнє синє і нижнє зелене поля. На верхньому полі жовтий півень, обернений від древка, на нижньому – жовтий плуг, обернений до древка.

## Нотатки
1. ↑  До 19 липня 2020 року Плужненська громада входила до складу Ізяславського району, який в результаті адміністративно-територіальної реформи в Україні 2020 року був ліквідований, а всі населенні пункти цього району, які напередодні увійшли до складу трьох громад — Ізяславської, Плужненської та Сахновецької, у складі цих громад увійшли до складу нового Шепетівського району[1].